# Batalla del Somme
|  | Per a altres significats, vegeu «Batalla del Somme (desambiguació)». |

La batalla del Somme fou una batalla del front occidental de la Primera Guerra Mundial, iniciada l'1 de juliol de 1916 i que s'allargà fins al novembre d'aquell any. Fou una de les batalles més grans de la guerra i una de les que provocà més baixes de tota la història, amb més d'un milió, entre morts, ferits i desapareguts. La batalla és recordada principalment pel seu primer dia, l'1 de juliol, en què els britànics van patir 57.740 baixes, de les quals 19.240 van ser mortals, i la majoria d'aquestes baixes varen ser en les primeres hores de lluita. Les forces aliades intentaren trencar les línies alemanyes al llarg d'un front de 40 km al nord i al sud del riu Somme i amb l'objectiu de desviar part de les forces alemanyes de la batalla de Verdun. El resultat final fou inconclusiu, ja que les forces aliades obtingueren uns guanys territorials ínfims després de més de quatre mesos de batalla.

## Plans inicials
L'estratègia que durien a terme les forces de l'Aliança durant 1916 es va planificar durant la Conferència de Chantilly, entre el 6 i el 8 de desembre de 1915. En aquesta conferència es va decidir que durant l'any següent es realitzarien tres ofensives simultànies contra els Imperis Centrals, amb l'esperança que aquests fossin incapaços de resistir una guerra en tots els fronts. Els russos atacarien des de l'est, en l'anomenada ofensiva Brussílov, els italians lluitarien contra els austrohongaresos als Alps i a l'Isonzo i els britànics i francesos dirigirien una tercera ofensiva des de l'oest.
A les darreries de desembre de 1915, el general Douglas Haig va succeir en John French com a comandant en cap del Cos Expedicionari Britànic. Haig va projectar llavors una gran ofensiva de les forces britàniques sobre Flandes a fi d'expulsar les forces germàniques de la costa belga i dificultar així les accions dels submarins alemanys sobre els vaixells de subministraments aliats que cobrien la ruta entre Anglaterra i Normandia. Perquè aquesta operació comencés era necessari aconseguir prèviament l'autorització del govern francès, ja que l'ofensiva es realitzaria des del seu territori. El vistiplau va ser atorgat pel General Josep Joffre el gener de 1916, però després de noves discussions durant el mes de febrer, es va decidir canviar l'operació inicial per una altra de conjunta francobritànica a la vall del riu Somme, a la regió francesa de la Picardia. El lloc va ser escollit, ja que era el punt de trobada de les línies de front ocupades pels britànics i pels francesos, la unió de les quals hauria de trencar les línies alemanyes i donar així un cop mortal al seu exèrcit.
Els plans per a l'operació conjunta estaven començant a prendre forma quan els alemanys van atacar per sorpresa Verdun el 21 de febrer de 1916 (vegeu «Batalla de Verdun»). Això va obligar els francesos a centrar els seus esforços en la defensa de la fortalesa, amb la consegüent disminució del nombre de tropes que podien aportar al nou front del Somme i cedint, per tant, el paper protagonista als britànics. A mesura que el front de Verdun es convertia en una sagnant guerra de desgast, el propòsit del Somme va evolucionar fins a convertir-se més en una maniobra que distragués els alemanys i n'alleugerís la pressió sobre Verdun que en realitzar un cop mestre capaç de desbaratar completament l'estratègia germànica. Els francesos enviarien inicialment al Somme només tres cossos del VI exèrcit.
En el cas dels britànics, les sis divisions desplegades a França al començament de la guerra havien estat delmades després de les batalles de 1914 i 1915. Va ser necessari, per tant, enviar nous regiments que constituïssin el gruix de les tropes de la futura ofensiva, majoritàriament reclutats entre els voluntaris de la Territorial Force i de l'exèrcit format per les divisions Kitchener impulsades pel ministre de la guerra Horatio Kitchener. El sobtat creixement de l'exèrcit va demandar al seu torn el nomenament d'un gran nombre de generals perquè planifiquessin les operacions més importants, els quals es van escollir d'una forma una mica caòtica. Cap a mitjan 1916, l'assot dels Fokker (The Fokker Scourge) havia estat neutralitzat i el Royal Flying Corps havia aconseguit la supremacia sobre l'espai aeri del Somme, amb 185 avions contra 129 aeronaus alemanyes. Els britànics també se les van enginyar per detectar des de l'aire l'artilleria alemanya, ja fos per mitjà d'avions o de globus, mentre evitaven amb èxit que l'enemic fes el mateix amb les seves pròpies defenses. No seria fins a setembre quan s'inclinaria de nou la balança aèria a favor del bàndol alemany, a causa de la incorporació de nous aeroplans de disseny més modern.

## Primer dia del Somme
El primer dia de la batalla, l'1 de juliol de 1916, va ser precedit per una setmana de bombardeigs preliminars amb l'artilleria, en els quals els britànics van disparar al voltant d'un milió i mig de projectils. També s'havien cavat deu galeries per sota de les trinxeres i punts estratègics del front alemany, que van ser omplertes amb explosius; les tres més importants contenien al voltant de 20 tones d'explosius cada una.

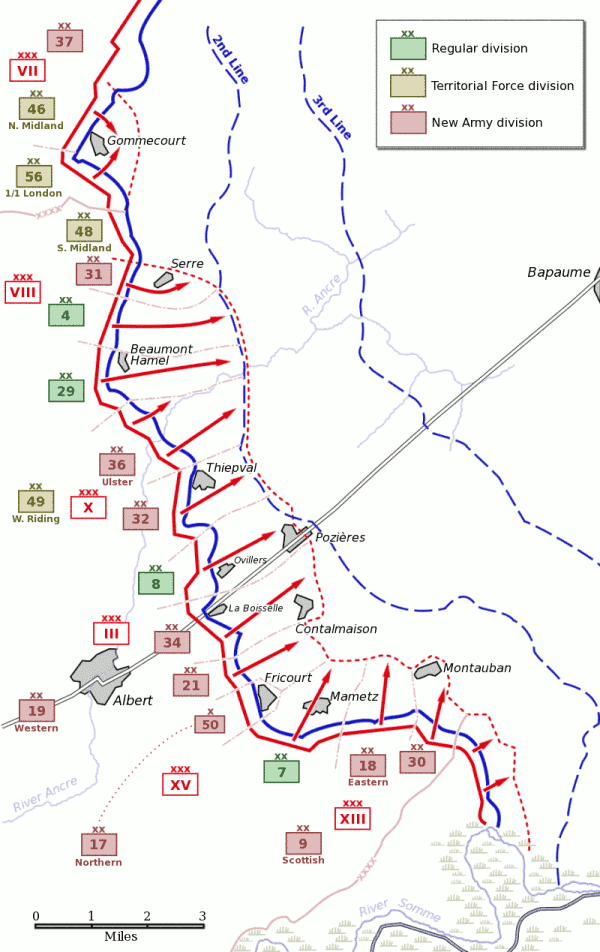
Pla d'atac i objectius del primer dia al nord del Somme.

L'atac s'inicià a les 7.30 del matí per 13 divisions britàniques: 11 del IV exèrcit sota el comandament de Henry Rawlinson i dos del III sota el comandament d'Edmund Allenby al nord del Somme i sis divisions del VI exèrcit francès al sud del riu. S'hi oposaven les tropes del II exèrcit alemany dirigides pel general Fritz von Below. L'eix principal de l'atac va estar centrat a l'antiga calçada romana que connectava Albert, darrere de les línies aliades, amb Bapaume, situat a 19 km en direcció nord-est. Deu minuts abans de l'atac es va fer detonar la càrrega explosiva sota el reducte de Hawthorn Ridge, i a les 7.28 ja havien explotat totes llevat d'una. El camp de batalla es va silenciar llavors sobtadament, mentre l'artilleria intentava localitzar la pròxima línia d'objectius. La infanteria anava carregada amb 32 kg d'equip i se l'havia instruït perquè formés en onades uniformes i avancés al pas. Arreu, diverses unitats s'havien endinsat a la terra de ningú amb la intenció de prendre les trinxeres alemanyes tan aviat com cessés la Cortina d'artilleria. Malgrat el bombardeig massiu, molts defensors alemanys havien sobreviscut als refugis més protegits i estaven en perfectes condicions d'infligir un dany considerable a la vulnerable infanteria assaltant.
Al nord de la calçada que unia Albert amb Bapaume, l'avenç va ser un complet fracàs des del mateix començament. En uns quants llocs els atacants van aconseguir penetrar en la primera línia de trinxeres del front alemany i fins i tot en la segona línia de suport, però en tots els casos el seu nombre era massa baix com per resistir els contraatacs. Quan els alemanys van obrir foc d'artilleria sobre la terra de ningú, tant l'arribada de reforços com el moviment d'informació sobre el camp de batalla es van convertir en missions impossibles. Això últim es veia agreujat perquè les comunicacions eren del tot insuficients per a un camp de batalla d'aquest tipus, per la qual cosa els comandants desconeixien bona part del que succeïa a la batalla. Un informe erroni que assegurava que la 29a divisió havia tingut èxit a Beaumont-Hamel va provocar que s'ordenés marxar en el seu suport a la brigada de reserva, que en aquest cas era el I regiment de Terranova. Aquest va ser incapaç d'assolir la primera línia de trinxeres i va avançar des de la trinxera de reserva; el resultat fou un 91% de baixes abans d'arribar a la línia de front.
L'avenç britànic sobre la carretera Albert-Bapaume va ser igualment fallit, malgrat la detonació de dues galeries a Ovillers-la-Boisselle. Aquí una altra acció amb resultat tràgic va ser la de la Brigada Irlandesa de Tyneside, pertanyent a la 34a Divisió Britànica, que va començar el seu avenç a 1,5 km de les línies alemanyes de forma perfectament visible per a les metralladores dels defensors, i, en conseqüència, va ser destruïda abans fins i tot d'assolir la pròpia primera línia britànica.
Al sud de la carretera, en canvi, els francesos i els britànics van aconseguir èxits importants gràcies al fet que en aquesta zona les defenses alemanyes eren relativament febles i l'artilleria francesa comptava amb molts més efectius i experiència que la britànica. Es van aconseguir tots els objectius del primer dia situats entre Montauban i el Somme i al sud del riu fins i tot es va aconseguir avançar més de l'inicialment previst.
Tanmateix, el primer dia al Somme va ser, en general, un fracàs per a les forces atacants. En menys de 24 hores van morir 19.240 soldats britànics, 35.493 van resultar ferits, 2.152 van desaparèixer i 585 van ser fets presoners, d'un total de 57.470 homes. Les baixes inicials van ser especialment altes entre els oficials, a causa que encara vestien uns uniformes molt diferents als dels suboficials, en el reconeixement del qual s'havia entrenat especialment els soldats alemanys. D'altra banda, és difícil establir una xifra exacta de baixes alemanyes corresponents a l'1 de juliol, ja que els alemanys només realitzaven recomptes cada 10 dies. S'estima que van poder ser unes 8.000 en la línia d'avenç britànica, 2.200 de les quals corresponents a presoners de guerra. La major diferència de baixes entre un i l'altre bàndol es va produir a Ovillers-la-Boisselle, on els britànics en van sofrir 5.121 davant les 280 del 180è regiment alemany; una relació de 18 a 1.

### Operacions menors després del primer dia

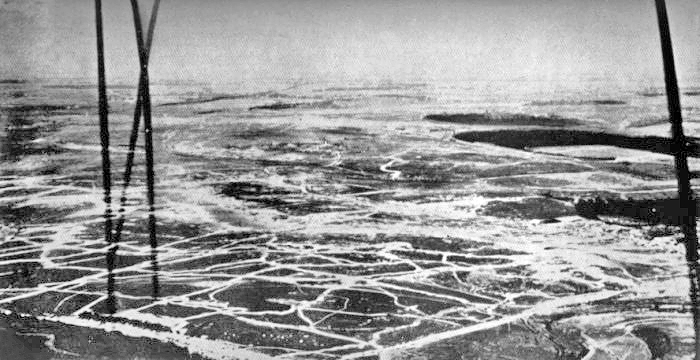
Vista aèria del camp de batalla del Somme. La vista és en direcció nord-est, cap a Bapaume. Les taques fosques a la dreta són, de baix a dalt, els boscos de Fricourt, Mametz i Bazentin.

A les 22.00 hores, el comandant del IV exèrcit britànic, Henry Rawlinson, va ordenar que es reprenguessin els combats. A causa de la confusió generalitzada i les comunicacions insuficients, els comandaments britànics van tardar alguns dies a adonar-se de l'escala del desastre. Haig va ordenar llavors al tinent general Hubert Gough que prengués el comandament del sector nord. Gough es va adonar del catastròfic estat de les tropes i va rebutjar la idea de reprendre immediatament les operacions ofensives, que no tornarien a posar-se en marxa fins al 3 de juliol.
Els comandaments britànics també ignoraven les oportunitats que se'ls presentaven al sud de la carretera Albert-Bapaume, on havien aconseguit alguns èxits parcials. Actualment se sap que durant un temps havia quedat obert un forat considerable en les defenses alemanyes desplegades entre Ovillers (situada al costat de la carretera) i Longueval. El 3 de juliol, una patrulla de reconeixement pertanyent a la 18a divisió britànica fins i tot es va endinsar prop de 3 km en territori ocupat sense trobar una resistència real per part dels alemanys. Tanmateix, l'oportunitat es va perdre per la falta de recursos necessaris per part dels britànics per explotar-la, la qual cosa va permetre als alemanys segellar poc temps després el forat obert.
El bosc de Mametz es trobava encara sense ocupar el 3 de juliol i no va ser fins l'endemà quan les tropes alemanyes el van reocupar. Seguirien dos intents infructuosos per part dels aliats abans que poguessin conquerir-lo de forma definitiva el dia 10. Els boscos de Bazentin i Delville, totalment vulnerables després del final del primer dia, costarien un gran nombre de vides quan intentessin prendre's més d'un mes després, entre agost i setembre.
Mentre els britànics intentaven consolidar la seva ofensiva, els francesos continuaven el seu avenç ràpid al sud del Somme. El punt més crític de l'ofensiva es produí els dies 3 i 4 de juliol, quan semblà possible un trencament de les línies alemanyes. Al vespre del 3 de juliol Frise, Méréaucourt, Herbécourt, Buscourt, Chapitre, Flaucourt i and Asseviller eren en mans franceses i, si es podia capturar tota la planura de Flaucourt, Foch podria situar-hi l'artilleria pesant per donar suport al XX cos a la riba nord del riu. El dia 5 els francesos reinicaren l'atac i cap al dia 10 la planura de Flaucourt ja era seva, juntament amb Hardecourt-aux-Bois, Biaches i Maisonnette.
Per tant, en deu dies de lluita, en un front de 20 km, el VI exèrcit francès havia progressat uns 10 km; havia ocupat la plana de Flaucourt i havia capturat 12.000 prisoners, 85 canons, 26 minenwerfers, 100 metralladores i material divers, amb pèrdues mínimes. Per als britànics, en canvi, les dues primeres setmanes de lluita, la batalla es va reduir a una sèrie de petites accions sense relació entre si mentre se'n preparava una altra de major envergadura. Entre el 3 i el 13 de juny, només el IV exèrcit de Rawlinson va dur a terme 46 d'aquestes accions, que li van reportar 25.000 baixes, sense que es produís el més mínim avenç. Aquests resultats mostraven amb claredat una diferència important entre l'estratègia posada en pràctica pels britànics i la dels seus col·legues francesos, i va ser causa de considerables friccions entre ambdós aliats. Mentre que Haig pretenia mantenir una pressió constant sobre l'enemic, Joffre i Foch apostaven per reservar les seves forces mentre es preparaven per a un cop major.
El pla de guerra britànic només va aconseguir una certa victòria estratègica quan Erich von Falkenhayn es va veure obligat a detenir l'ofensiva sobre Verdun el 12 de juliol, a fi de redistribuir millor les seves forces en el front occidental i assegurar-se així la contenció de l'ofensiva al Somme. Encara que els combats sobre Verdun es continuarien produint fins a desembre, serien ja els francesos els que portarien la iniciativa. Per la seva part, Fritz von Below es va veure obligat a demanar reforços per poder mantenir el front estable sobre el Somme, ja que no podria aguantar durant gaire temps combatent amb una relació de forces de 3 (i de vegades 4) contra 1. Les tropes alemanyes es van reorganitzar a partir del 19 de juliol: Von Below assumí el comandament sobre el I exèrcit desplegat al sector nord mentre Max von Gallwitz, arribat del front romanès, es feia càrrec del II Exèrcit al sector sud. Gallwitz va ser nomenat també comandant a cap de tots els exèrcits desplegats al Somme.
Els primers reforços alemanys ja havien començat a afluir cap al Somme el 2 de juliol, quan van arribar 7 divisions, a les quals es van unir unes altres 7 durant la setmana següent. Entre juliol i agost, els alemanys havien disposat ja 35 divisions addicionals a la línia de defensa davant els britànics i 7 en la dels francesos. A finals del segon mes només romania una divisió en reserva. Els britànics tenien l'esperança que els reforços alemanys provinguessin d'altres fronts propers. A fi de complicar-ne el moviment, l'exèrcit britànic va realitzar un gran nombre d'atacs furtius i accions d'escassa entitat a tot el llarg del front occidental. L'operació de major magnitud (i pitjors resultats) va ser la batalla de Fromelles (19-20 de juliol), a l'Artois, que va acabar amb 7.080 baixes entre els soldats britànics i australians sense que es capturés cap porció de terreny ni es dificultés el trasllat de tropes alemanyes des de l'Artois al Somme.

## Batalla de Bazentin

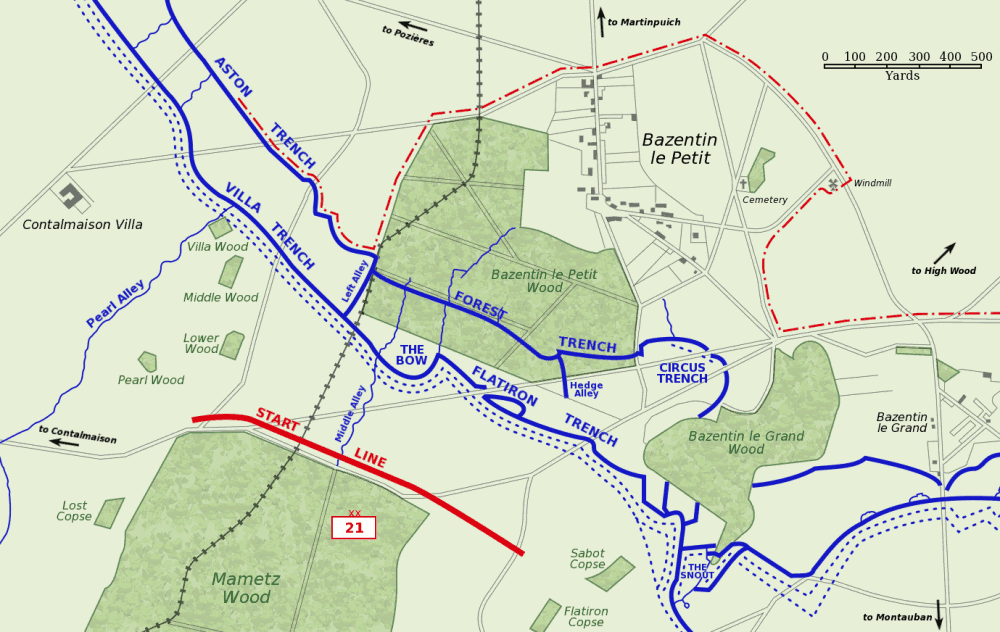
L'atac sobre Bazentin le Petit, amb les posicions conquerides pels aliats indicades amb la línia vermella discontínua.

El 14 de juliol el quart exèrcit britànic ja estava preparat per reprendre l'ofensiva al sector sud. El que posteriorment seria conegut com la batalla de Bazentin tenia com a propòsit la captura de la segona línia de defensa alemanya situada entre Pozières, a la carretera Albert-Bapaume, i els pobles de Guillemont i Ginchy. El gruix de l'atac es va concentrar en les poblacions de Bazentin le Petit, Bazentin le Grand i Longueval, al costat del bosc de Delville. Més enllà, a l'altre vessant dels turons, es trobava el bois des foureaux, o High Wood per als anglesos.
Existeix un gran contrast entre la preparació i execució d'aquest atac i el de l'1 de juliol. L'ofensiva de Bazentin va ser iniciada per quatre divisions que van avançar al llarg d'un front de 4,5 km a partir de les 3.25 de la matinada, després que l'artilleria aliada obrís foc per sorpresa sobre les línies alemanyes i mantingués el bombardeig durant 5 minuts. La marxa va ser encapçalada per la 21a divisió, que es va dirigir en línia recta cap a Bazentin le Petit a través de la terra de ningú, però sempre mantenint-se sota la protecció de l'artilleria amiga. Aquesta, mentrestant, bombardejava de forma constant el terreny situat just al davant de la infanteria, formant una cortina de fum i fang que va eliminar l'escassa visibilitat mocturna i a l'alba, i va impedir que els alemanys poguessin localitzar les tropes contràries.
Aquesta primera fase reeixida va concloure a mig matí amb la presa de tots els objectius planejats i una nova obertura en les defenses alemanyes, però igual que havia passat l'1 de juliol, els britànics van ser incapaços d'explotar aquest avantatge. El següent moviment va ser una càrrega de cavalleria (la primera de la batalla) formada per la 7a Guàrdia de Dracs i el 2n de Cavalleria del Deccà, que va intentar conquerir High Wood. Aquesta posició podia haver estat presa per la infanteria a primera hora del matí, però quan la cavalleria va estar preparada els alemanys ja havien tingut temps de reorganitzar-se i van oposar una acarnissada resistència. Encara que els genets van aconseguir endinsar-se al bosc durant la nit del 14 de juliol, no van poder aconseguir-ne el control total i van haver d'evacuar-lo l'endemà. Els britànics havien assolit posicions a High Wood i continuarien lluitant molts dies per a conquerir-lo, igual que al bosc de Delville, al costat de Longueval. La nit del 22 de juliol Rawlinson ordenà un atac amb sis divisions en tot el front del IV exèrcit que fracassà completament.
En la defensa, els alemanys havien començat a abandonar una defensa rígida en trinxeres i adoptar una defensa flexible en profunditat, basada en punts fortificats avançats i comunicats amb les trinxeres posteriors, punts que a l'artilleria enemiga li costava molt eliminar.

## Pozières i la granja de Mouquet

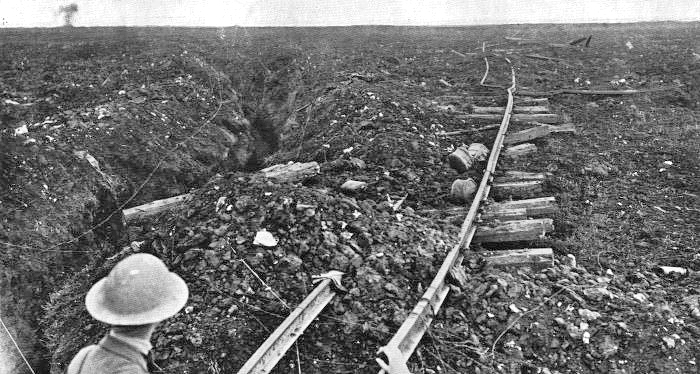
Trinxera de comunicació capturada al nord de Pozières. 28 d'agost de 1916.

Al sector nord no es va aconseguir un progrés apreciable durant les primeres setmanes de juliol. Ovillers, just al nord de la carretera d'Albert a Bapaume, no va caure fins al 16 de juliol. Des d'aquí s'obria la possibilitat d'atacar les defenses alemanyes del sector nord des d'un dels flancs; per a això era imprescindible la presa del poble de Pozières, que es trobava al costat de la carretera d'Albert a Bapaume, al seu pas per la cresta de la serralada de turons. No lluny d'allà, a l'est, se situava la segona línia de defensa alemanya. El IV exèrcit va intentar capturar sense èxit el poble en quatre ocasions entre el 14 i el 17 de juliol, abans que Haig rellevés d'aquesta tasca les tropes de Rawlinson i va ordenar atacar el seu lloc a les forces de reserva dirigides per Gough. La nova ofensiva va ser realitzada per tres divisions australianes del I cos de l'ANZAC.
Gough volia que la 1a divisió australiana ataqués immediatament, però Harold Walker, que la dirigia, va refusar enviar els seus homes sense una preparació prèvia adequada. Finalment, es va decidir que l'atac es realitzaria durant la nit del 23 de juliol, coincidint amb l'atac del IV exèrcit. La decisió de Walker, unida a un eficaç bombardeig de suport, va ser la causa principal de l'èxit de l'acció i culminés amb l'ocupació de Pozières poc després de mitjanit. Tanmateix, l'intent de prendre la segona línia alemanya va fracassar. Els alemanys van bombardejar el poble de forma massiva i van tractar de reconquerir-lo en tres ocasions, però en totes elles van ser rebutjats. L'últim intent es va produir poc abans de l'alba del 7 d'agost: seguint un altre bombardeig massiu els alemanys van ultrapassar amb èxit les defenses australianes i van entaular un acarnissat combat cos a cos sobre les ruïnes de la localitat, d'on van emergir finalment victoriosos els australians.
A continuació Gough ordenà endinsar-se en territori enemic al llarg de la cresta de Bazentin fins a arribar a la granja de Mouquet i amenaçar el bastió de Thiepval. Tanmateix, com més avançaven els anzacs, més profund era el sortint que creaven, que permetia que l'artilleria alemanya els ataqués des de tres direccions diferents. Recolzats pel segon cos britànic, que avançava a la seva esquerra des d'Ovillers, els anzacs van establir una nova línia just al sud de la granja, convertida en fortalesa, plena de túnels, búnquers i trinxeres. Es van succeir llavors múltiples intents de captura, pràcticament seguits, entre el 12 d'agost i el 3 de setembre. Cap no va tenir èxit. Les tropes de l'ANZAC, esgotades, foren substituïdes per tropes canadenques, que van aconseguir penetrar de forma efímera a la granja el 16 de setembre, un dia després de realitzar-se una gran ofensiva britànica a tot el front, però van haver de retirar-se. Deu dies després van tornar a la càrrega i van aconseguir prendre per fi la posició i la guarnició alemanya a es va rendir. Les tres divisions australianes van sofrir un total de 23.000 baixes en les batalles de Pozières i la granja de Mouquet. Afegides a les de Fromelles, les baixes totals d'Austràlia en les seves sis primeres setmanes a França van ser més grans que les produïdes en els vuit mesos que va durar la batalla de Gal·lípoli (1915). Els neozelandesos patiren 8.000 baixes.

## Guerra de desgast: agost i setembre
A començament d'agost Haig reconeixia que les perspectives d'aconseguir sobrepassar per complet les línies alemanyes en un termini curt eren bastant improbables. Els alemanys havien acabat de reorganitzar-se i ja no serien agafats de nou per sorpresa. Amb aquesta situació els britànics van prosseguir amb les seves petites accions deslocalitzades de forma contínua, en espera de la pròxima ofensiva. El 29 d'agost Erich von Falkenhayn va ser destituït com a cap de l'estat major alemany i substituït per Paul von Hindenburg, que va designar Erich Ludendorff com el seu segon al comandament. Hindenburg i Luddendorff, descontents amb la manera amb què Falkenhayn havia gestionat el front occidental en general, van decidir emprar una estratègia defensiva totalment nova. El 23 de setembre els alemanys començaren a construir la Línia Hindenburg o Siegfried Stellung.

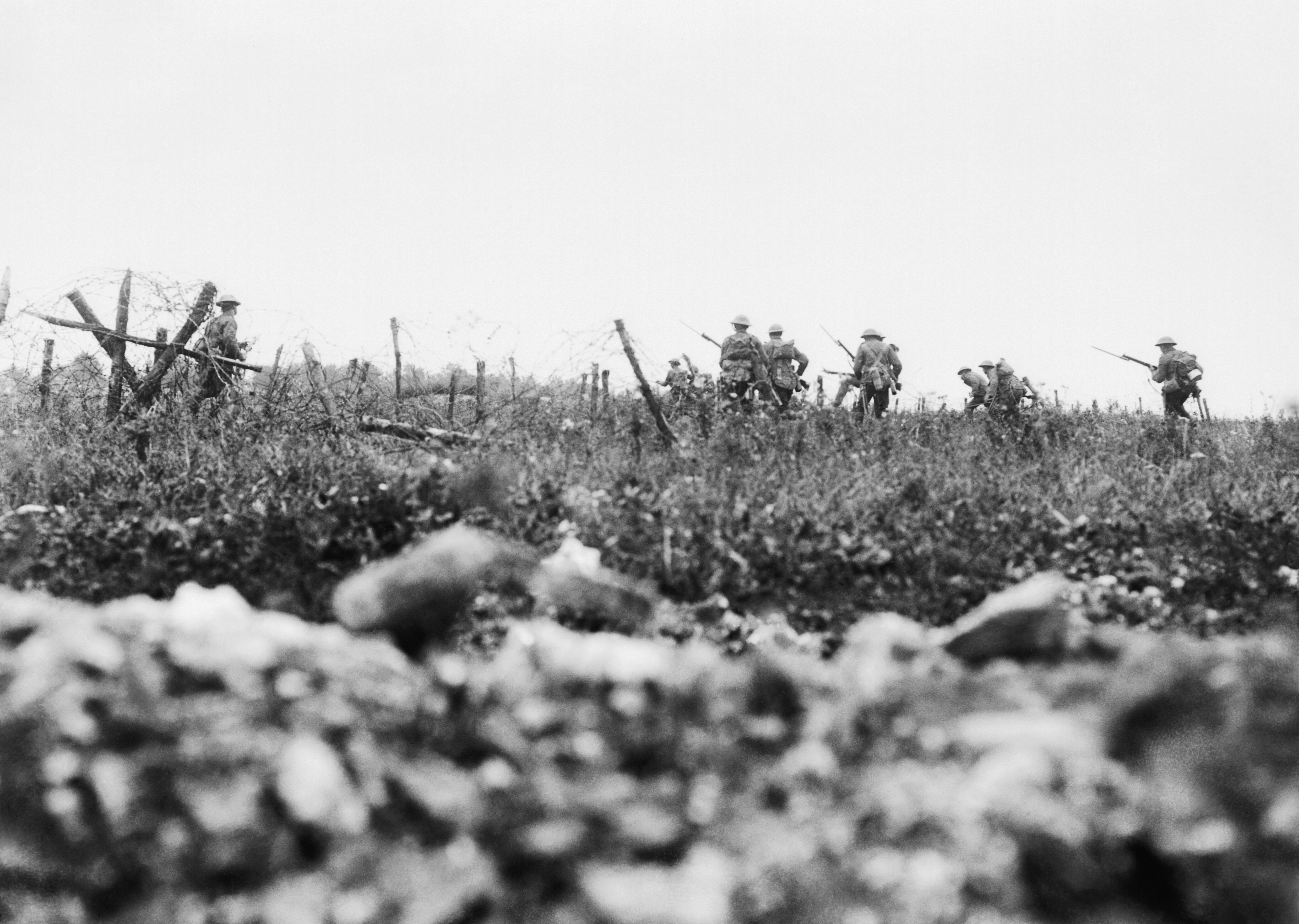
Infanteria del regiment de Wiltshire atacant a prop de Thiepval. 7 d'agost de 1916.

Mentrestant, la lluita prosseguia als boscos de l'àrea de Bazentin. El límit entre les línies franceses i les britàniques es trobava al sud-est del bosc de Delville, davant dels pobles de Guillemont i Ginchy. Aquests romanien ocupats pels alemanys i impossibilitaven el més mínim avenç dels aliats a la zona, que aquí seguien pràcticament en les mateixes posicions que l'1 de juliol. El progrés en aquest front passava per tant per l'ocupació d'ambdues localitats. El primer intent aliat de capturar Guillemont va ser realitzat per tropes britàniques el 8 d'agost, sense èxit. Va seguir una altra operació major en què van participar diverses divisions britàniques i franceses, que no van aconseguir grans resultats fins al 3 de setembre, quan la plaça va ser finalment retuda. Ginchy va caure sis dies més tard. Per la seva part, els francesos també van progressar de forma significativa fins a reunir-se amb els seus col·legues britànics a prop de Combles, poc després de l'ocupació de Ginchy.
El front es va convertir així en una línia gairebé recta des de la granja de Mouquet al nord-oest fins a Combles al sud-oest, que facilitava l'ús de d'una cortina mòbil d'artilleria i permetia als aliats la realització d'un nou atac a gran escala. Lamentablement, aquest avantatge es va veure reduït a causa del gran nombre de baixes produïdes en el IV exèrcit durant les operacions d'agost i setembre: prop de 82.000 homes perduts en 90 accions de combat, de les quals només quatre eren ofensives generals, a canvi d'un progrés de poc més de 900 m. Un resultat encara més catastròfic que el de l'1 de juliol.

## Aparició dels tancs

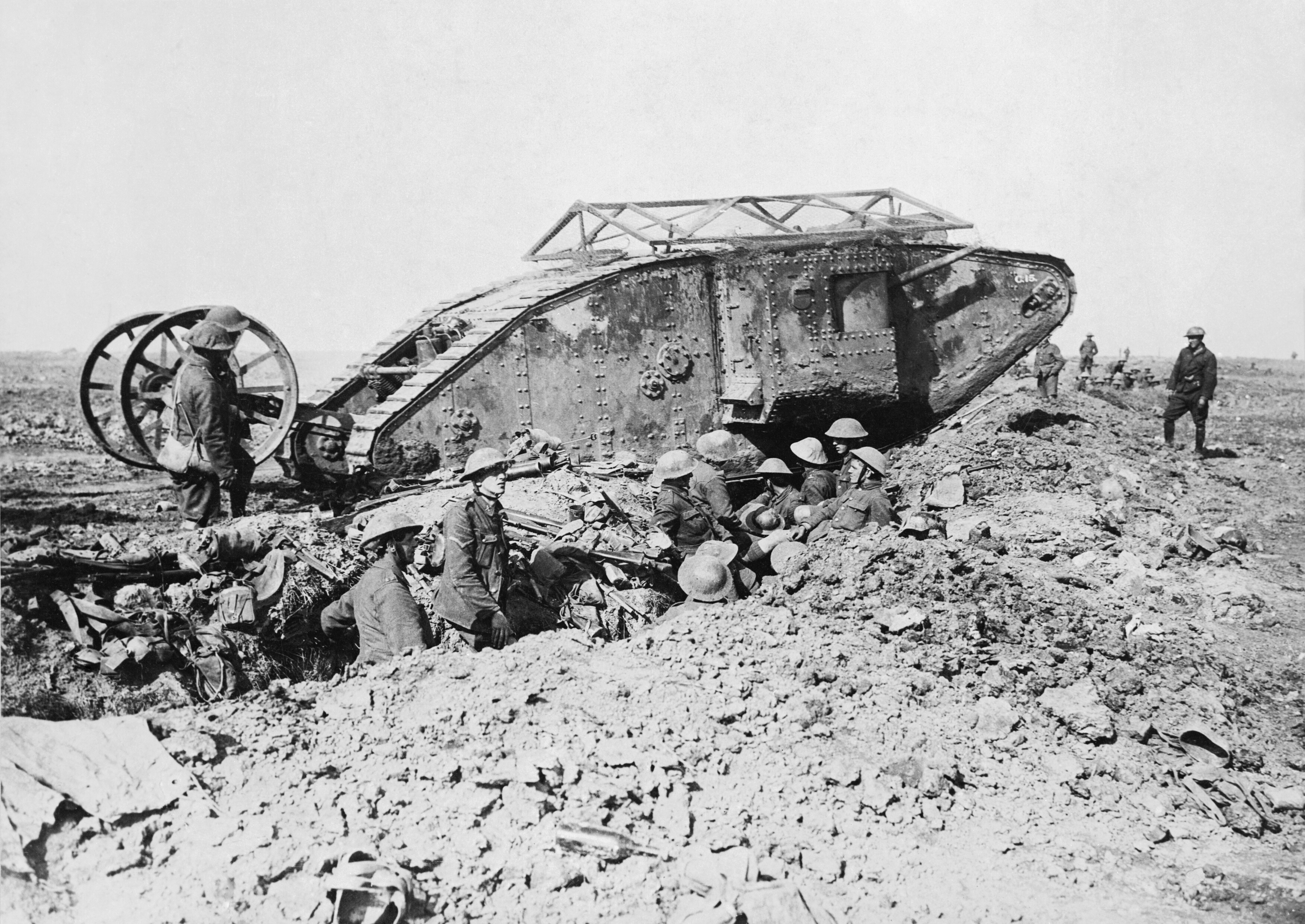
El C-15, un Mark I mascle a prop de Thiepval, el 25 de setembre de 1916.

L'últim gran intent aliat de trencar les línies alemanyes es va produir el 15 de setembre en la batalla de Flers-Courcelette. L'ofensiva va ser realitzada per onze divisions britàniques (nou del IV exèrcit i dos de la reserva formada per soldats canadencs) a què es van unir posteriorment quatre cossos francesos.
Flers-Courcelette és especialment recordada avui en dia per ser el primer combat en què va participar la nova arma secreta britànica, el carro de combat, en una primera versió operativa, el Mark I. Els primers tancs eren vehicles extremadament lents (3,2 km/h) i armats amb dos canons menors (versió «mascle») o quatre metralladores (versió «femella»). Més que capacitat ofensiva, el que s'havia demanat quan es va desenvolupar, era protecció contra les metralladores i mobilitat en un terreny ple de trinxeres, filferro de punxes i cràters d'impacte; capacitat, en definitiva, per a encapçalar l'assalt a les línies enemigues mentre la infanteria es protegia al darrere. Tanmateix, els tancs van ser especialment poc fiables, ja que eren molt vulnerables a l'artilleria pesant, patien constants fallades mecàniques i quedaven atrapats en els obstacles més grans. De fet, només 21 dels 49 tancs disponibles el 15 de setembre de 1916 van arribar a entrar en combat, i la decisió d'usar-los va valer a Haig nombroses crítiques, a qui es va acusar de mostrar l'arma secreta massa aviat com per elevar el seu rendiment fins a límits més acceptables. De fet no seria fins a la batalla de Cambrai quan s'utilitzarien els tancs de forma massiva en una operació veritablement combinada.
Malgrat això, l'impacte inicial, tant psicològic com real, sobre les files alemanyes va ser notori. La nouvinguda 41a divisió, recolzada per tancs, va capturar la població de Flers, mentre que la divisió neozelandesa del XV cos britànic feia el mateix amb les línies alemanyes situades al costat de la ciutat. Al flanc esquerre, la 2a divisió canadenca va prendre Courcelette després d'una dura batalla en què també van participar tancs. Els carros de combat van possibilitar així mateix la captura definitiva del bosc de Bazentin, encara que fos de manera indirecta: els vehicles no van poder penetrar entre la densa massa d'arbres, però en complir els seus objectius en els laterals del bosc, van forçar els alemanys a retirar-se'n per por de quedar envoltats. Després de diversos mesos, els soldats aliats aconseguien en uns quants dies la captura de més de 4 km de la tercera línia alemanya, si bé és cert que no es van aconseguir tots els objectius planejats. El Quadrilàter, una posició fortificada a l'est de Ginchy, va ser capturat el 18 de setembre i el 25 d'aquell mes van caure les poblacions de Gueudecourt, Lesboeufs i Morval, aquesta vegada sense la participació dels carros de combat.

## Fase final

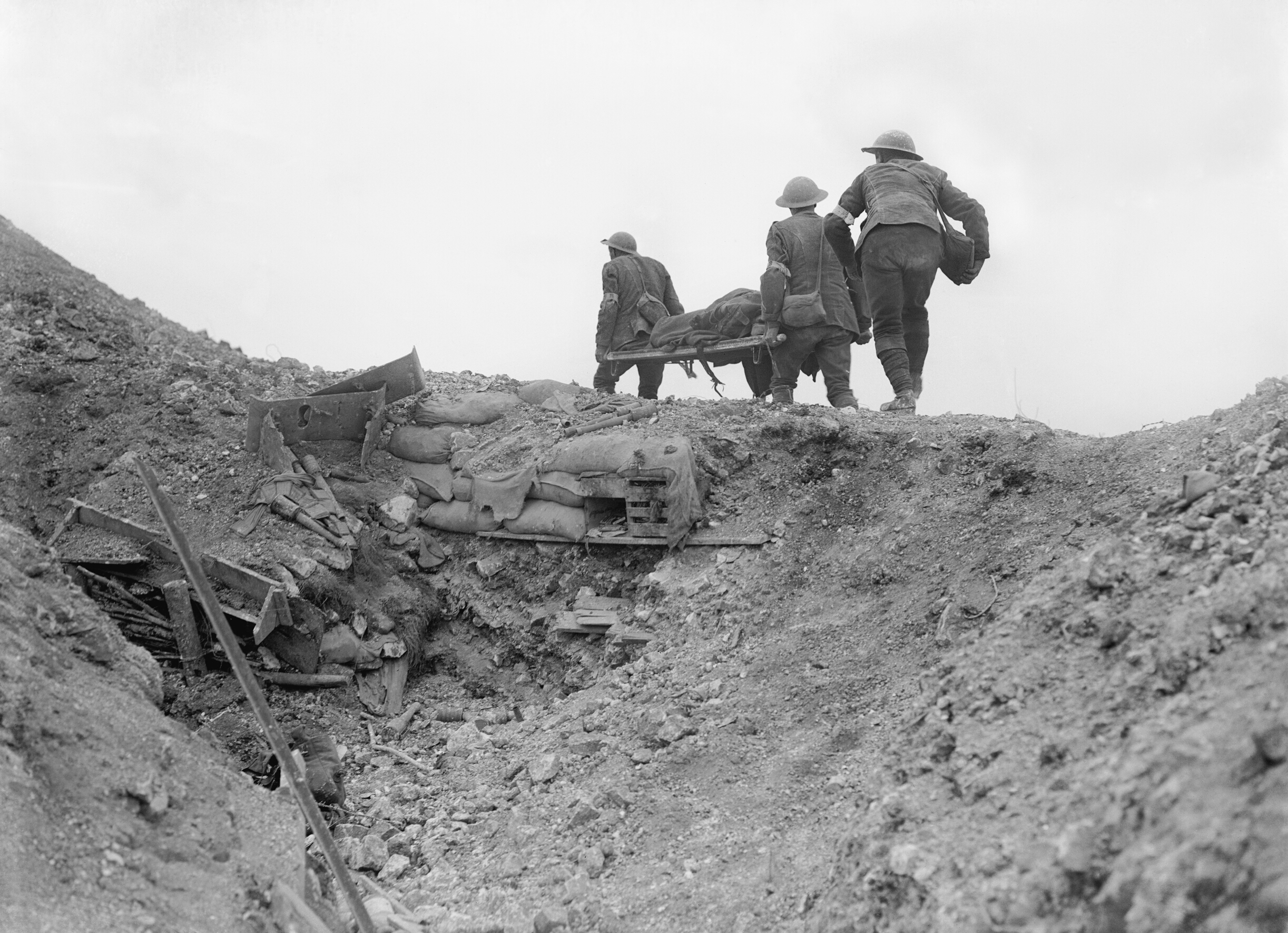
Portalliteres a la batalla de la cresta de Thiepval.

L'exèrcit de reserva de Gough va llançar el 26 de setembre una nova ofensiva de gran magnitud sobre la fortalesa alemanya de Thiepval. La 18a divisió, que ja havia destacat en l'ofensiva de l'1 de juliol, es va destacar capturant la major part de Thiepval en només un dia. Mentre la granja de Mouquet queia a les mans de l'11a divisió, els canadencs van avançar al voltant d'un km des de Courcelette. Va seguir llavors un període conegut com la batalla dels turons de l'Ancre que va durar des de l'1 d'octubre a l'11 de novembre, en el qual no es van produir avenços i es va convertir novament en una sagnant guerra de desgast. A finals d'octubre, les tropes de Gough van ser agrupades en el nou V exèrcit britànic.
Mentrestant, Haig seguia covençut que el IV exèrcit estava a punt de trencar les línies alemanyes, de forma imminent. El 29 de setembre va traçar un nou pla, en què el III exèrcit reprendria la batalla entorn de Gommecourt i el IV avançaria cap a Cambrai. El primer pas requeria la captura prèvia de la Línia Transloy alemanya, una línia defensiva que connectava el poble de Le Transloy a l'est amb Le Sars, a la carretera d'Albert a Bapaume. Iniciada l'1 d'octubre, la batalla de Le Transloy es va alentir quan el temps va empitjorar sobtadament i van caure fortes precipitacions, convertint el camp de batalla en un fanguer. Amb l'excepció de la captura de Le Sars el 7 d'octubre, no hi va haver progressos apreciables i els combats només van reportar un continu degoteig de baixes. La batalla va arribar a la seva fi el 5 de novembre amb un atac fallit al turó de Warlencourt. Pel que fa al IV exèrcit, les operacions majors en el conjunt de la batalla del Somme havien acabat.
L'últim acte de la batalla del Somme es produí entre el 13 i el 18 de novembre, al llarg del riu Ancre, que discorre al nord de Thiepval. La decisió de Haig d'atacar es devia més a raons polítiques que militars, ja que amb l'arribada de l'hivern la remota possibilitat de trencar el front havia desaparegut. En realitat, Haig esperava aconseguir una victòria, encara que fos menor, amb què poder presentar-se a la propera conferència conjunta a Chantilly, preparada per al 15 de novembre. Els primers moviments de la batalla de l'Ancre van ser bàsicament una reproducció dels de l'1 de juliol, fins i tot amb la detonació de dues galeries subterrànies a la cresta de Hawthorn i a Beaumont Hamel. La 31a divisió va atacar de nou Serre, igual com ho havia fet quatre mesos i mig abans, i n'obtingué els mateixos resultats negatius. Al sud de Serre, tanmateix, l'experiència de les tropes es va traduir en la consecució de la majoria dels objectius. La 51a divisió va prendre Beaumont Hamel, mentre que a la seva dreta la 63a reial divisió naval capturava Beaucourt.
Haig es va mostrar satisfet amb aquest resultat, però Gough va pressionar en favor d'un últim atac sobre les trinxeres Frankfurt i Múnic i la població de Grandcourt, que va començar el 18 de novembre. Noranta homes de la 16a divisió d'infanteria lleugera van atacar la trinxera Frankfurt, on van quedar aïllats i van resistir fins a la rendició dels 45 supervivents (30 d'ells ferits) el 21 de novembre. Aquesta acció posava fi a la batalla de l'Ancre i amb ella a la batalla del Somme.

## Conseqüències i valoracions

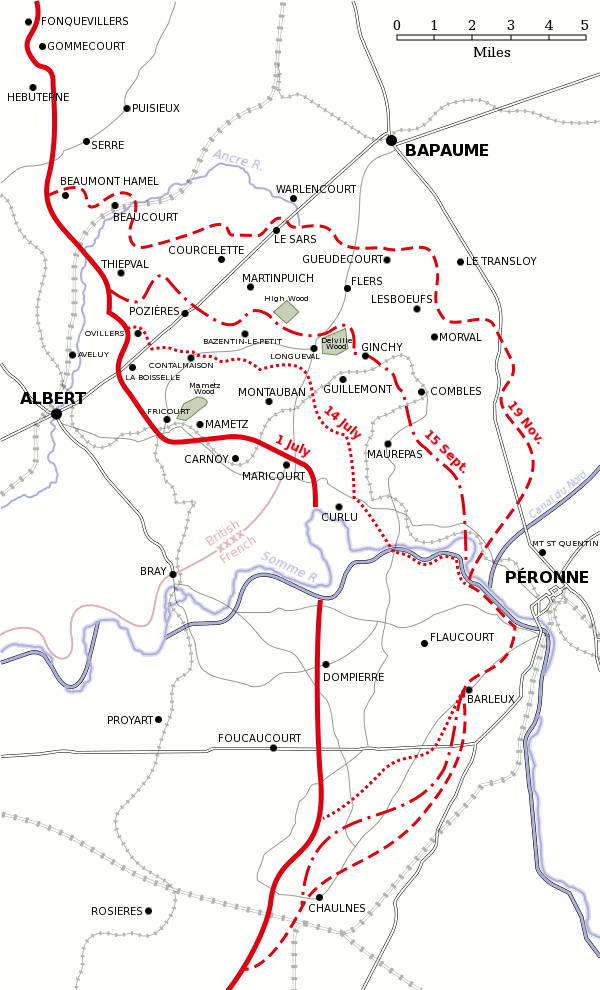
Mapa del Somme, amb la línia de front abans de les ofensives de l'1 de juliol, del 14 de juliol i del 15 de setembre i la línia final després del 18 de novembre.

És difícil decidir si la Batalla del Somme va ser una victòria d'un costat o de l'altre. Els britànics i francesos van ser continguts amb èxit i només van aconseguir un avenç màxim de vuit quilòmetres, molt menys del que tenien planejat originalment. Si bé tradicionalment s'ha considerat la batalla com un gran fracàs aliat, examinant les conseqüències de la batalla a llarg termini, alguns historiadors consideren que va reportar més beneficis als aliats que als alemanys. Certament, el resultat de la batalla és ínfim després de quatre mesos de lluita; els britànics havien obtingut una mitjana de tres quilòmetres amb unes pèrdues d'uns 420.000 soldats, un cost d'1,5 homes per centímetre.

### Resultats estratègics
Abans de la batalla, els alemanys relegaven la Gran Bretanya al mer paper de potència naval i no pensaven que les tropes britàniques fossin molt difícils de derrotar en terra, almenys no tant com les franceses i les russes. Tanmateix, la importància dels britànics en les operacions de l'Aliança va augmentar considerablement a partir de la batalla del Somme i es va reforçar encara més quan van produir-se amotinaments en l'exèrcit francès i es va desencadenar la Revolució de Febrer de 1917. Reconeixent el perill creixent que representaven els britànics, l'estat major alemany va iniciar una guerra submarina sense restriccions a partir del 31 de gener de 1917, a fi de bloquejar totalment les Illes Britàniques. L'enfonsament de vaixells nord-americans que portaven subministraments a la Gran Bretanya seria una de les causes que els Estats Units entressin en guerra.
Per a alguns autors la batalla del Somme, malgrat ser un èxit tàctic alemany, representà en canvi una derrota estratègica, ja que va danyar considerablement l'exèrcit alemany, que a partir de llavors li seria difícil de reemplaçar les seves baixes amb soldats de la mateixa qualitat que els que havien defensat el terreny tenaçment durant la major part dels enfrontaments. Nogensmenys, altres historiadors assenyalen com el 1917 els alemanys encara foren capaços de defensar-se de forma efectiva dels nombrosos atacs aliats i el 1918 d'emprendre la gran ofensiva de primavera, així com formar tropes de gran qualitat, com les Stosstruppen; en general, consideren que els problemes alemanys, evidents ja el 1917, es degueren més a dificultats de subministrament de materials i logístics que no pas a una manca de recursos humans.
El 24 de febrer de 1917, l'exèrcit alemany va dur a terme una retirada estratègica des del Somme cap a la Línia Hindenburg, escurçant així la línia de front que ocupava fins llavors. El terreny obtingut per l'Aliança després d'aquesta maniobra va ser molt més gran que l'aconseguit durant tota la batalla i, sens dubte, amb un cost de vides infinitament menor. Qualsevol efecte estratègic resultant de la batalla del Somme no pot enfosquir el fet que va ser una de les majors carnisseries de la Primera Guerra Mundial.

### Baixes
La primera estimació aliada sobre el nombre de baixes al Somme es va realitzar durant la conferència de Chantilly del 15 de novembre, on es va establir que havien resultat morts, ferits o fets presoners un total de 485.000 britànics i francesos davant 630.000 alemanys; aquesta dada s'usaria més endavant per reclamar la batalla del Somme com una victòria per al bàndol aliat. Tanmateix, ja en el seu moment va començar a desenvolupar-se cert escepticisme sobre aquestes xifres i el sistema utilitzat per calcular-les. Un nou recompte, realitzat després del final de la guerra, va establir les baixes aliades en 419.654 britànics i 204.253 francesos; un total de 623.907 homes, 146.431 dels quals constaven com a morts o desapareguts.
Les xifres proposades per a les baixes alemanyes són encara més dispars. L'historiador britànic James Edmonds va defensar que les pèrdues alemanyes van ser de 680.000 homes, mentre que d'acord amb un informe del Ministeri de Guerra britànic només serien 180.000. Avui en dia ambdues estimacions estan desacreditades i tendeixen a acceptar-se xifres d'entre 465.000 i 600.000 alemanys caiguts. En la biografia del general Rawlinson, Frederick Maurice es va basar en documents del Reichsarchiv per xifrar en 164.055 el nombre d'alemanys que van resultar morts o desapareguts.
El nombre mitjà de baixes per divisió (cada una de les quals formada per 10.000 soldats) al sector britànic fou de 8.026. La mitjana de baixes per dia de l'Imperi Britànic durant la batalla del Somme va ser de 2.943 homes, major que la de la batalla de Passchendaele, però no tan gran com la de la batalla d'Arras (4.076 baixes per dia) o en l'Ofensiva dels Cent Dies de 1918 (3.685 per dia). El Royal Flying Corps va perdre 782 avions i 576 pilots durant la batalla.